# Hagari Bommanahalli
Hagaribommanahalli là một taluk Hagaribommanahalli thuộc huyện Bellary, bang Karnataka, Ấn Độ.